# Un día más con vida
Un día más con vida (prt: Mais Um Dia de Vida) é um filme de animação em coprodução polaca, espanhola, belga, alemã e húngara, dirigido por Raúl de la Fuente e Damian Nenow, de 2018, baseado na autobiografia do jornalista polaco Ryszard Kapuściński. Seu orçamento era de 7 milhões de euros.

## Elenco
- Miroslaw Haniszewski – Ryszard Kapuściński
- Vergil J. Smith – Queiroz / Luis Alberto / Nelson
- Tomasz Zietek – Farrusco
- Celia Manuel - Carlota /Doa Cartagina / Doa à estrada
- Olga Boladz – Carlota / Doa Cartagina
- Rafal Fudalej – Friedkin / Estudiant
- Pawel Paczesny – Soldat portuguès / Carlos
- Jakub Kamienski – Luis Alberto / Nelson / Papà
- Kerry Shale – Ryszard Kapuściński (voz)
- Daniel Flynn – Queiroz (voz)
- Youssef Kerkour – Farrusco (voz)
- Lillie Flynn – Carlota (voz)
- Akie Kotabe – Friedkin / Estudante (voz)
- Ben Elliot – Soldado português (voz)
- Emma Tate - Doña Cartagina (voz)
- Jude Owusu – Carlos (voz)
- Martin Sherman – Luis Alberto / Nelson (voz)
- William Vanderpuye – Daddy (voz)